# Кучуково (Башкортостан)
Кучу́ково (баш. Көсөк) — деревня в Учалинском районе Башкортостана, относится к Ильчигуловскому сельсовету.

## Население
| 2002 | 2009 | 2010 |
| ---- | ---- | ---- |
| 100  | ↘81  | ↘72  |

Национальный состав
Согласно переписи 2002 года, преобладающая национальность — башкиры (100 %).
В деревне развит миасский говор — один из говоров восточного диалекта башкирского языка.

## Географическое положение
Расстояние до:
- районного центра (Учалы): 92 км,
- центра Ильчигуловского сельсовета (Ильчигулово): 13 км,
- центра упразднённого Суюндюковского сельсовета (Суюндюково): 7 км,
- ближайшей ж/д станции (Устиново): 11 км.

## История
До 2008 года входил в Суюндюковский сельсовет.
Закон Республики Башкортостан от 19.11.2008 N 49-з «Об изменениях в административно-территориальном устройстве Республики Башкортостан в связи с объединением отдельных сельсоветов и передачей населённых пунктов» гласил:

 "Внести следующие изменения в административно-территориальное устройство Республики Башкортостан:

43) по Учалинскому району:

 б) объединить Ильчигуловский и Суюндюковский сельсоветы с сохранением наименования «Ильчигуловский сельсовет» с административным центром в деревне Ильчигулово.
Включить деревни Кучуково, Сулейманово, Суюндюково, Устиново Суюндюковского сельсовета в состав Ильчигуловского сельсовета.

Утвердить границы Ильчигуловского сельсовета согласно представленной схематической карте.

Исключить из учётных данных Суюндюковский сельсовет
На деревенском кладбище в д. Кучуково Учалинского района Башкирской ССР «похоронен с почестями» Шариф Ахметзянович Манатов .